# Riverman
Riverman (1969-1999) était un cheval de course pur-sang anglais, né aux États-Unis et entraîné en France. Fils de Never Bend et River Lady (par Prince John), il est devenu par la suite un grand étalon. 

## Carrière de courses
Élevé par la famille Guggenheim dans le Kentucky, il fut importé en France par Alec Head au nom de l'écurie de Pierre Wertheimer, le patron de la Maison Chanel. Il fit ses débuts dans le Prix Yacowlef, une course pour débutants estimés, et s'imposa. Sa seule autre sortie à deux ans se solda par une deuxième place dans le Critérium de Maisons-Laffitte. En 1972, il se révèle être le meilleur poulain français sur 1600/1800 mètres en s'adjugeant le Prix Jean Prat (alors Groupe 2), le Prix d'Ispahan et surtout la Poule d'Essai des Poulains. Excédant sa distance de prédilection, il traversa la Manche durant l'été pour aller affronter le phénomène britannique Brigadier Gerard sur les 2 400 mètres des King George et prit une méritoire troisième place. En octobre, il défia une nouvelle fois Brigadier Gerard dans les Champion Stakes, et se contenta une nouvelle fois d'un accessit d'honneur. Il fit ce jour-là ses adieux à la compétition. 

### Résumé de carrière
| Date        | Hippodrome       | Pays        | Course                                  | Statut      | Distance    | Jockey        | Place       | Écart       | Vainqueur ou deuxième |
| 1971, 2 ans | 1971, 2 ans      | 1971, 2 ans | 1971, 2 ans                             | 1971, 2 ans | 1971, 2 ans | 1971, 2 ans   | 1971, 2 ans | 1971, 2 ans | 1971, 2 ans           |
| ----------- | ---------------- | ----------- | --------------------------------------- | ----------- | ----------- | ------------- | ----------- | ----------- | --------------------- |
| 4 septembre | Deauville        | France      | Prix Yacowlef                           | Inédits     | 1 000 m     | J.-C. Desaint | 1er / 9     | 1           | Jaffa Speed           |
| Novembre    | Maisons-Laffitte | France      | Critérium de Maisons-Laffitte           | Gr. 2       | 1 400 m     | J.-C. Desaint | 2e / 11     | enc.        | Steel Pulse           |
| 1972, 3 ans |                  |             |                                         |             |             |               |             |             |                       |
| Avril       | Saint-Cloud      | France      | Prix Montenica                          | Listed      | 1 500 m     | J.-C. Desaint | 1er         |             | Gift Card             |
| 4 mai       | Longchamp        | France      | Poule d'Essai des Poulains              | Gr. 1       | 1 600 m     | J.-C. Desaint | 1er / 10    | 3/4         | Gift Card             |
| Mai         | Chantilly        | France      | Prix Jean Prat                          | Gr. 2       | 1 600 m     | F. Head       | 1er / 9     | 3           | My Snob               |
| Juin        | Longchamp        | France      | Prix d'Ispahan                          | Gr. 1       | 1 850 m     | F. Head       | 1er / 7     | 2           | Sharapour             |
| 22 juillet  | Ascot            | Royaume-Uni | King George VI & Queen Elizabeth II St. | Gr. 1       | 2 400 m     | F. Head       | 3e / 9      | 6 ½         | Brigadier Gerard      |
| 14 octobre  | Newmarket        | Royaume-Uni | Champion Stakes                         | Gr. 1       | 2 000 m     | F. Head       | 2e / 9      | 1 ½         | Brigadier Gerard      |

## Au haras
Riverman commença en France, au Haras du Quesnay dans le Calvados une exceptionnelle carrière de reproducteur. Il fut sacré deux fois tête de liste des étalons en France (1980 & 1981). Exporté aux États-Unis en 1980, il s'y avéra tout aussi brillant jusqu'à sa mort, en 1999, à l'âge de 30 ans. 
Parmi ses meilleurs produits, citons : 
- Triptych - Prix Marcel Boussac, Irish 2000 Guineas, Champion Stakes, Coronation Cup, Prix Ganay, International Stakes, Irish Champion Stakes
- Irish River - Prix Morny, Prix de la Salamandre, Grand Critérium, Prix d'Ispahan, Poule d'Essai des Poulains, Prix Jacques Le Marois, Prix du Moulin de Longchamp.
- Detroit - Prix de l'Arc de Triomphe. Mère de :
  - Carnegie (Sadler's Wells) - Prix de l'Arc de Triomphe. Meilleur 3 ans en France en 1994.
- Gold River - Prix de l'Arc de Triomphe, Prix Royal-Oak, Prix du Cadran.

En tout, Riverman a donné 128 stakes winners, dont une dizaine de vainqueurs de Groupe 1. Et si sa lignée mâle a peu à peu disparu au fil du temps, il a exercé une grande influence en tant que père de mères. Ses filles ont ainsi produits les champions : 
- Makybe Diva - l'un des meilleurs chevaux de l'histoire des courses australiennes, triple lauréate de la Melbourne Cup.
- Spinning World (Nureyev) - Breeders' Cup Mile, 2.000 Guinées Irlandaises, Prix Jacques Le Marois (x2), Prix du Moulin de Longchamp.
- Six Perfections (Celtic Swing) - Prix Marcel Boussac, Prix Jacques Le Marois, Breeders' Cup Mile. Meilleure 2 ans européenne en 2002.
- Hector Protector (Woodman) - Prix Morny, Prix de la Salamandre, Grand Critérium, Poule d'Essai des Poulains, Prix Jacques Le Marois
- Bosra Sham (Woodman), sœur du précédent - Fillies' Mile, 1000 Guinées, Champion Stakes

## Origines
Riverman serait le meilleur fils de l'Américain Never Bend, numéro 1 de sa génération à 2 ans (il remporta les Champagne Stakes de 8 longueurs), et placé ensuite du Kentucky Derby et des Preakness Stakes, si ce rang n'était réservé à l'immense Mill Reef. Sa mère River Lady, elle aussi américaine, fut importée en Irlande en 1973. Elle était la fille d'une bonne pouliche, Nine Lily (troisième des Ashland Stakes) et, si elle ne donna pas d'autres chevaux d'envergure, l'une de ses filles est la grand-mère du champion Rock of Gibraltar. 

### Pedigree
| Origines de Riverman (USA), mâle bai brun né en 1969 | Origines de Riverman (USA), mâle bai brun né en 1969 | Origines de Riverman (USA), mâle bai brun né en 1969 | Origines de Riverman (USA), mâle bai brun né en 1969 |
| ---------------------------------------------------- | ---------------------------------------------------- | ---------------------------------------------------- | ---------------------------------------------------- |
| Père Never Bend                                      | Nasrullah                                            | Nearco                                               | Pharos                                               |
| Père Never Bend                                      | Nasrullah                                            | Nearco                                               | Nogara                                               |
| Père Never Bend                                      | Nasrullah                                            | Mumtaz Begum                                         | Blenheim                                             |
| Père Never Bend                                      | Nasrullah                                            | Mumtaz Begum                                         | Mumtaz Mahal                                         |
| Père Never Bend                                      | Lalun                                                | Djeddah                                              | Djebel                                               |
| Père Never Bend                                      | Lalun                                                | Djeddah                                              | Djezima                                              |
| Père Never Bend                                      | Lalun                                                | Be Faithful                                          | Bimelech                                             |
| Père Never Bend                                      | Lalun                                                | Be Faithful                                          | Bloodroot                                            |
| Mère River Lady                                      | Prince John                                          | Princequillo                                         | Prince Rose                                          |
| Mère River Lady                                      | Prince John                                          | Princequillo                                         | Cosquilla                                            |
| Mère River Lady                                      | Prince John                                          | Not Afraid                                           | Count Fleet                                          |
| Mère River Lady                                      | Prince John                                          | Not Afraid                                           | Banish Fear                                          |
| Mère River Lady                                      | Nile Lily                                            | Roman                                                | Sir Gallahad III                                     |
| Mère River Lady                                      | Nile Lily                                            | Roman                                                | Buckup                                               |
| Mère River Lady                                      | Nile Lily                                            | Azalea                                               | Sun Teddy                                            |
| Mère River Lady                                      | Nile Lily                                            | Azalea                                               | Coquelicot (famille 10-a)                            |